# Krzywa Wieś (Grande-Pologne)
Pour les articles homonymes, voir Krzywa Wieś.
Krzywa Wieś (prononciation : [ˈkʂɨva ˈvjɛɕ]) est un village polonais de la gmina de Złotów dans le powiat de Złotów de la voïvodie de Grande-Pologne dans le centre-ouest de la Pologne.
Il se situe à environ 14 kilomètres au nord de Złotów (siège de la gmina et du powiat), et à 121 kilomètres au nord de Poznań (capitale de la Grande-Pologne).
Le village possédait une population de 210 habitants en 2006.

## Histoire
De 1975 à 1998, le village faisait partie du territoire de la voïvodie de Piła.

Depuis 1999, Krzywa Wieś est situé dans la voïvodie de Grande-Pologne.